# 庫伊曼峰
庫伊曼峰（英語：Kooyman Peak），是南極洲的山峰，位於沙克爾頓海岸，處於多雷爾冰川以南，屬於伊麗莎白女王嶺的一部分，海拔高度1,630米，美國地質調查局根據測量和美國海軍拍攝的空中照片繪入地圖，現時由南極條約體系管理。